# Isidore Singer
Isidore Singer, geboren als Isidor Singer (geboren am 10. November 1859 in Mährisch Weißkirchen, Mähren, Kaisertum Österreich; gestorben am 20. Februar 1939 in New York City, New York) war ein austroamerikanischer Schriftsteller und Lexikograph.

## Leben
Isidore Singer studierte von 1872 bis 1882 an der Universität Wien, eine Promotion ist nicht nachweisbar. Daneben studierte er in Wien angeblich am rabbinischen Seminar, vermutlich auch in Berlin. 1885/86 publizierte er die Allgemeine Oesterreichische Literaturzeitung und arbeitete als Sekretär für den französischen Gesandten in Wien. 1886 ging er mit diesem nach Paris, wo er in der Presseabteilung des Außenministeriums arbeitete. Singer wandte sich schon früh gegen den Antisemitismus und gab 1893 und 1894 die Zeitschrift La Vraie Parole heraus, die sich gegen Antisemitismus wandte. La Vraie Parole reagierte mit seinem Namen direkt auf den Titel der Zeitung La Libre Parole des antisemitischen Buchautors und Aufrührers Édouard Drumont.
Als Mitarbeiter an La Vraie Parole konnte er Zadok Kahn, Isidore Loeb, Éliezer Lambert, Hippolyte Prague, Anatole Leroy-Beaulieu, Hippolyte Rodrigues und Léon Kahn gewinnen. Die abgedruckten Texte in diesem zwei Mal monatlich erscheinenden Blatt waren größtenteils Nachdrucke von bereits veröffentlichten Beiträgen. Finanzielle Schwierigkeiten zwangen ihn, die Erscheinung mehrmals zwischenzeitlich zu pausieren und im November 1894 ganz einzustellen. Die Einstellung von La Vraie Parole fiel damit in die Zeit der antisemitischen Kontroversen um Alfred Dreyfus.
1895 zog er nach New York. Dort brachte er das Geld für die Jewish Encyclopedia zusammen, die er von 1901 bis 1906 in zwölf Bänden herausgab. Von seinen zahlreichen weiteren enzyklopädischen Vorhaben konnte er jedoch nur wenige verwirklichen, so die International Insurance Encyclopedia (1909).

## Veröffentlichungen
- Berlin, Wien und der Antisemitismus. 1882.
- Presse und Judenthum. 1882.
- Sollen die Juden Christen werden? Ein offenes Wort an Freund und Feind. 1884.
  - Sollen die Juden Christen werden? 2. Auflage. Frank, Wien 1884 (Digitalisat)
  - Sollen die Juden Christen werden? Nachdruck. Hansebooks, Norderstedt 2016, ISBN 978-3-7411-5804-9.
- Briefe berühmter christlicher Zeitgenossen über die Judenfrage. Frank, Wien 1885.
- Die Beiden Elektren – Humanistische Bildung und der Klassische Unterricht. 1884.
- Auf dem Grabe Meiner Mutter. 1888.
- Le Prestige de la France. 1889.
- La Question Juive. 1893.
- Anarchie et Antisémitisme. 1894.
- Der Juden Kampf ums Recht. 1902.